# Culture des céréales dans les années 1980
Cet article présente l'histoire de la culture des céréales dans les années 1980.

## Années 1980
Au cours des années 1980 et des années 1980, le cadre international des échanges de céréales s’est écarté des accords internationaux de type réglementaire, entre pays, sous l’effet d’une privatisation accrue, mais aussi de la déréglementation du commerce mondial et de la décentralisation de la production de céréales et des activités commerciales, via l'apparition de nouvelles firmes de négoce et le rôle accru des coopératives en Europe de l'Ouest.

### Les relations avec l'URSS se détériorent
Le 4 janvier 1980, le président américain Jimmy Carter a décidé de bloquer les livraisons, pour protester contre l'invasion de l'Afghanistan par l'URSS. Les pays exportateurs européens l'ont soutenu, mais c'est surtout l'Argentine qui volera au secours de la Russie, menacée d'embargo par les États-Unis. La dictature militaire du général argentin Jorge Rafael Videla, alors proche de Moscou vendit 7,5 millions de tonnes de blé à la Russie, à 25 % au-dessus du prix mondial, contribuant à la perte de crédibilité de Jimmy Carter et à l'élection quelques mois plus tard de Ronald Reagan.
Les États-Unis compensèrent la perte de ce marché par un programme d'aide aux agriculteurs qui a coûté 2,5 à 3 milliards de dollars.

### L’Asie du Sud-Est devient autosuffisante grâce à l'innovation rizicole
L’Asie du Sud-Est est la région du monde où la révolution verte a permis à la production céréalière de s'accroitre le plus rapidement dans les années 1970 et 1980, l'Indonésie et les Philippines, considérés comme structurellement déficitaires, devenant presque autosuffisants en quelques décennies.
L'augmentation des rendements, grâce aux variétés rizicoles mises au point par l'IRRI et leur adoption par les paysans locaux, a joué un rôle beaucoup plus important que l'accroissement des surfaces exploitées. Ces nouvelles variétés ont nécessité une modification complète des systèmes de production agricole : drainage, fertilisation minérale, traitement chimique, via des projets de développement spécifiques, pilotés par les États de cette région, avec l'appui d'organisations internationales (Banque mondiale, Banque asiatique pour le développement…) et une protection des prix du riz contre les fluctuations du marché international.